# Zuydcoote
Zuydcoote è un comune francese di 1 754 abitanti situato nel dipartimento del Nord nella regione dell'Alta Francia.

## Società

### Evoluzione demografica
Abitanti censiti